# 宋隆基闸及其碑记
宋隆基闸，位于中国广东省肇庆市高要市金渡镇，宋隆基闸碑立于民国37年（1948年），碑文详尽记述了建成宋隆基闸的经过。2005年8月9日，列入高要市文物保护单位。